# هشام عطا عجاج
هشام عطا عجاج (مواليد 1 يناير 1941) هو طيار عسكري ومهاجم كرة قدم عراقي سابق لعب للمنتخب العراقي بين 1964 و 1968. لعب 12 مباراة وسجل 6 أهداف، كما مثل المنتخب الأولمبي في تصفيات كرة القدم في الألعاب الأولمبية الصيفية لعامي 1964 و1968 وسجل هدفا واحدا في خمسة مباريات.
حصل هشام عطا عجاج على لقب هداف كأس العرب 1964 برصيد 3 أهداف.

## الأهداف الدولية
أهداف العراق أولا.
| التسلسل | التاريخ              | الملعب                      | الفريق المقابل | الهدف | النتيجة | البطولة        |
| ------- | -------------------- | --------------------------- | -------------- | ----- | ------- | -------------- |
| 1.      | 18 تشرين الثاني 1964 | الملعب الوطني، مدينة الكويت | الأردن         | 1–0   | 3–1     | كأس العرب 1964 |
| 2.      | 18 تشرين الثاني 1964 | الملعب الوطني، مدينة الكويت | الأردن         | 2–0   | 3–1     | كأس العرب 1964 |
| 3.      | 20 تشرين الثاني 1964 | الملعب الوطني، مدينة الكويت | ليبيا          | 1–1   | 1–1     | كأس العرب 1964 |
| 4.      | 3 نيسان 1966         | ملعب الكشافة، بغداد         | الأردن         | 2–1   | 2–1     | كأس العرب 1966 |
| 5.      | 4 نيسان 1966         | ملعب الكشافة، بغداد         | الكويت         | 3–1   | 3–1     | كأس العرب 1966 |
| 6.      | 8 نيسان 1966         | ملعب الكشافة، بغداد         | ليبيا          | 3–1   | 3–1     | كأس العرب 1966 |
| 7.      | 16 كانون الثاني 1968 | ملعب سوباتشالاساي، بانكوك   | تايلاند        | 2–0   | 4–0     | تصفيات 1968    |